# Géraldine Carré
Pour les personnes ayant le même patronyme, voir Carré (homonymie).
 (juillet 2018).
Si vous disposez d'ouvrages ou d'articles de référence ou si vous connaissez des sites web de qualité traitant du thème abordé ici, merci de compléter l'article en donnant les références utiles à sa vérifiabilité et en les liant à la section « Notes et références ».
Géraldine Carré est une journaliste, animatrice de radio et de télévision, et chroniqueuse française, née le 15 septembre 1969 à Lyon et morte le 3 mai 2024 à Paris. 
Elle a aussi été comédienne et a travaillé pour des studios de production en tant que voix off pour des documentaires et des campagnes publicitaires. 
Elle commence sa carrière à la radio en 1990 sur Europe 2, et anime des émissions jusqu'en 2002 sur Europe 2 et Europe 1. À partir de 1994, Géraldine Carré anime des émissions à la télévision, sur Paris Première puis sur TF1, France 2 ou encore Canal+. Elle est surtout connue du grand public pour avoir présenté Confessions intimes sur TF1 au début des années 2000.
Elle a également publié un livre, en 1999, consacré à la maternité, avec la journaliste Alix Girod de l'Ain.

## Biographie

### Origines et formation
Géraldine Carré naît le 15 septembre 1969 dans le 3e arrondissement de Lyon. 
Bachelière en 1987, elle obtient une licence de lettres modernes puis est diplômée de la Chambre de commerce britannique. 

### Débuts dans le journalisme
En 1988, Géraldine Carré entre à l'agence France-Presse (AFP), au bureau de Lyon, où elle découvre le journalisme pendant deux ans et effectue des piges pour quelques journaux et magazines locaux.

### Autres professions

#### Communication et événementiel
De 1988 à 1990 à Lyon, Géraldine Carré crée et dirige, avec Fabienne Laurent, la société de communication évènementielle Casoar.
Membre des Amis du palais de Tokyo, elle organise au sein de l’association des dîners de soutien et des évènements artistiques. Elle est associée de Marie Balland et Juliette Spillmann dans l’agence de création événementielle JusstlinK.

#### Mannequinat
Géraldine Carré a également figuré dans des catalogues de mode pour des marques de vêtements en tant que mannequin[évasif].

### Carrière audiovisuelle

#### Radio
Géraldine Carré débute à la radio sur Europe 2 à Lyon en 1990, puis travaille pour L'Onde latine à Marseille, ensuite à Paris à partir de 1992, avec deux émissions quotidiennes : Sortir, puis Vas-y, moi j'en viens.
En 1995, elle quitte Europe 2 et, en 1997, rejoint Europe 1 où elle présente des émissions quotidiennes[Lesquelles ?].

#### Télévision
En 1994, Géraldine Carré fait ses premiers pas à la télévision sur la chaîne Paris Première où elle anime un talk-show hebdomadaire sur les médias intitulé Tout Paris.
Au début de l'année 1997, elle devient chroniqueuse dans le talk-show de Christophe Dechavanne Télé qua non sur France 2, avec Patrice Carmouze, Renaud Rahard, Emmanuelle Gaume, Frédéric Siaud, Stéphane Guillon et Noëlla Dussart notamment. La même année, elle rejoint Daniela Lumbroso sur TF1 pour présenter une chronique permanente dans Et si ça vous arrivait produit par Case productions, la société de l’animateur Arthur.
De janvier 2001 à juin 2003, elle présente l'émission Confessions intimes en deuxième partie de soirée sur TF1. Elle est la première animatrice du programme ; Isabelle Brès lui succède en 2003.
En janvier 2002, Géraldine Carré présente, en deuxième partie de soirée sur TF1, le magazine Ça peut vous arriver. Ce programme, adapté de l'émission de radio, est produit par Quai-Sud productions (la société de Julien Courbet). S'appuyant sur des reportages et des témoignages de victimes d'agressions, l'émission aborde les questions liées à l'insécurité — un thème par ailleurs abondamment développé dans les médias français durant la campagne électorale pour l'élection présidentielle de 2002.
De septembre 2003 à juin 2004, elle est aux commandes quotidiennement à 12 h 30 de La vie en clair sur Canal+, un magazine de société produit par Réservoir Prod (société de Jean-Luc Delarue). Ce magazine se consacre à l'étude des tendances actuelles et à venir.
À l'automne 2006, elle présente Les Maçons du cœur, version française de Extreme Makeover : Home Edition, produite par Endemol et diffusée en première partie de soirée sur Fox Life.
Fin 2006 et début 2007, elle est chroniqueuse aux côtés d'Agnès Léglise, Matthieu Delormeau, Julien Lamury et Thomas Fabius dans l’émission people Langues de VIP sur TF1 (produite et présentée par Benjamin Castaldi). Elle quitte le programme après trois numéros[réf. nécessaire].

### Vie privée
Géraldine Carré épouse Patrick Bauer, dont elle adopte le patronyme, devenant Géraldine Carré-Bauer.
De ce mariage naissent quatre enfants : Sasha (en 1998), Alma (en 2000), Ava (en 2005) et Lazslo (en 2007).

### Mort
Benjamin Castaldi, qui a été son producteur, annonce la mort de Géraldine Carré survenue le 3 mai 2024 dans le 15e arrondissement de Paris, par le biais d'un message déposé sur X (anciennement Twitter), en lui rendant hommage, tout comme le fait son collègue, Julien Courbet.

## Synthèse de ses activités audiovisuelles

### Radio
- 1990-1995 : animatrice sur Europe 2 :
  - 1992 : Sortir
  - 1992 : Vas-y, moi j'en viens
- 1997-2002 : animatrice sur Europe 1.

### Télévision
- 1994-? : Tout Paris (Paris Première) : animatrice
- 1997 : Télé qua non (France 2) : chroniqueuse
- 1997-1998 : Et si ça vous arrivait (TF1) : chroniqueuse
- 2001-2003 : Confessions intimes (TF1) : présentatrice
- 2002 : Ça peut vous arriver (TF1) : présentatrice
- 2003-2004 : La vie en clair (Canal+) : animatrice
- 2006 : Les Maçons du cœur (Fox Life) : présentatrice
- 2006-2007 : Langues de VIP (TF1) : chroniqueuse.

## Publication
- Avec Alix Girod de l'Ain, Toi, mon bébé, éditions de La Martinière, coll. « Patrimoine Divers », 13 septembre 1999  (ISBN 2732425532) : recueil de témoignages de femmes célèbres autour de la maternité.